# Mistrzostwa Słowenii w Skokach Narciarskich 2013
Mistrzostwa Słowenii w Skokach Narciarskich 2013 – zawody w skokach narciarskich, przeprowadzone 5 lutego 2013 na skoczni Bauhenk w Kranju w celu wyłonienia indywidualnego i drużynowego mistrza Słowenii.
Zawody przeprowadzono na skoczni Bauhenk o rozmiarze HS 109. Konkurs indywidualny składał się z dwóch serii, których wyniki pozwoliły wyłonić indywidualnych medalistów. Tuż po zakończeniu konkursu rozegrano zawody drużynowe.
Złoty medal indywidualnie wywalczył Peter Prevc, srebrny medal zdobył Jaka Hvala, a brązowy Matjaž Pungertar. W zawodach drużynowych triumfował zespół SK Triglav Kranj, który wystartował w składzie: Cene Prevc, Nejc Dežman, Rok Urbanc i Peter Prevc.

## Medaliści
| Konkurs      | Złoto                                                                      | Srebro                                                                                   | Brąz                                                                                   |
| ------------ | -------------------------------------------------------------------------- | ---------------------------------------------------------------------------------------- | -------------------------------------------------------------------------------------- |
| indywidualny | Peter Prevc                                                                | Jaka Hvala                                                                               | Matjaž Pungertar                                                                       |
| drużynowy    | SK Triglav Kranj 1. Cene Prevc 2. Nejc Dežman 3. Rok Urbanc 4. Peter Prevc | SSK Alpina Žiri 1. Tomaž Naglič 2. Florjan Jelovčan 3. Gašper Martinčič 4. Matic Benedik | SSK Costella Ilirija 1. Rožle Žagar 2. Žiga Mandl 3. Andraž Pograjc 4. Matic Kramaršič |

## Wyniki

### Wyniki indywidualne
| Miejsce | Zawodnik         | Skok 1 | Skok 2 | Nota  |
| ------- | ---------------- | ------ | ------ | ----- |
| 1.      | Peter Prevc      | 107,5  | 99,5   | 243,6 |
| 2.      | Jaka Hvala       | 106,0  | 99,0   | 238,5 |
| 3.      | Matjaž Pungertar | 100,5  | 101,5  | 230,6 |
| 4.      | Matic Benedik    | 103,0  | 98,5   | 229,2 |
| 5.      | Andraž Pograjc   | 97,0   | 104,0  | 228,8 |
| 6.      | Matic Kramaršič  | 101,0  | 99,5   | 228,4 |
| 7.      | Anže Semenič     | 105,0  | 95,5   | 226,4 |
| 8.      | Robert Kranjec   | 102,5  | 99,0   | 226,2 |
| 9.      | Cene Prevc       | 99,5   | 99,0   | 224,3 |
| 10.     | Rok Justin       | 96,5   | 102,0  | 222,8 |
| 11.     | Miran Zupančič   | 101,0  | 97,5   | 222,3 |
| 12.     | Anže Lanišek     | 96,0   | 102,5  | 221,3 |
| 13.     | Jaka Kosec       | 97,0   | 100,5  | 220,0 |
| 14.     | Primož Pikl      | 95,5   | 100,0  | 214,9 |
| 15.     | Florjan Jelovčan | 98,0   | 98,0   | 214,8 |
| 16.     | Gašper Bartol    | 97,5   | 97,5   | 214,5 |
| 16.     | Nejc Dežman      | 98,5   | 96,5   | 214,5 |
| 18.     | Ernest Prišlič   | 99,5   | 95,5   | 214,0 |
| 19.     | Žiga Mandl       | 98,5   | 95,0   | 211,8 |
| 20.     | Tomaž Naglič     | 97,5   | 94,5   | 209,1 |
| 21.     | Rok Urbanc       | 93,5   | 98,0   | 207,7 |
| 22.     | Gašper Martinčič | 94,0   | 97,0   | 204,3 |
| 23.     | Aljaž Vodan      | 95,0   | 95,0   | 204,0 |
| 24.     | Aleš Hlebanja    | 93,5   | 97,0   | 203,4 |
| 25.     | David Krapež     | 94,5   | 94,0   | 201,3 |
| 26.     | Tim Babnik       | 93,0   | 95,0   | 199,4 |
| 26.     | Rožle Žagar      | 94,0   | 94,0   | 199,4 |
| 28.     | Rok Zima         | 93,5   | 95,0   | 198,3 |
| 29.     | Jaka Rus         | 93,0   | 90,0   | 188,9 |
| 30.     | Nejc Seretinek   | 93,0   | 89,0   | 186,1 |

### Wyniki drużynowe
| Miejsce | Drużyna                                                                                    | Nota  |
| ------- | ------------------------------------------------------------------------------------------ | ----- |
| 1.      | SK Triglav Kranj I 1. Cene Prevc 2. Nejc Dežman 3. Rok Urbanc 4. Peter Prevc               | 927,0 |
| 2.      | SSK Alpina Žiri I 1. Tomaž Naglič 2. Florjan Jelovčan 3. Gašper Martinčič 4. Matic Benedik | 883,7 |
| 3.      | SSK Costella Ilirija I 1. Rožle Žagar 2. Žiga Mandl 3. Andraž Pograjc 4. Matic Kramaršič   | 874,2 |
| 4.      | NSK Tržič Trifix 1. Urban Sušnik 2. Žiga Tomazin 3. Rok Zima 4. Anže Semenič               | 796,2 |
| 5.      | SSK Sam Ihan 1. Tilen Bartol 2. David Krapež 3. Luka Plestenjak 4. Gašper Bartol           | 790,5 |